# Patrick Lindner
Patrick Lindner, all'anagrafe Friedrich Günther Raab (Monaco di Baviera, 27 settembre 1960), è un cantante, showman e attore tedesco.
Cantante dedito principalmente al genere Schlager e professionalmente in attività dalla fine degli anni ottanta, nel corso della sua carriera, ha pubblicato oltre 70 album e si è aggiudicato 3 dischi di platino, 6 dischi d'oro, 5 Goldene Stimmgabeln e un Premio Bambi. Ha condotto anche una trentina di programmi televisivi sull'emittente ZDF.

## Biografia
Figlio unico di Friedrich e Hedwig Raab,,  è nato a Monaco di Baviera il 27 settembre 1960.
Nel 1988 ha fatto uscire il suo primo singolo Der Traum von ewiger Liebe, ma ha raggiunto la notorietà nel 1989 grazie al secondo posto dietro a Stefan Mross nel Grand Prix der Volksmusik ottenuto con il brano Die kloane Tür zum Paradies.
Nello stesso anno ha pubblicato l'album di debutto.
Nel 1998 ha condotto il Patrick Lindner Show e, assieme a Kim Fisher, il Grand Prix des Deutschen Schlagers.

## Vita privata
Nel 1999 ha adottato un bambino russo di otto mesi, con il compagno di vita, il manager Peter Schäfer, divenuto nel 2020 anche suo marito.

## Discografia parziale

### Album
- Die kloane Tür zum Paradies (1989)
- Die kleinen Dinge des Lebens (1990)
- Weihnachten mit Patrick Lindner (1990)
- Eine Handvoll Herzlichkeit (1991)
- Ohne Zärtlichkeit geht gar nix (1992)
- Träum Dich ins Paradies – meine 18 schönsten Lieder (1993)
- Liebe ist das Salz der Erde (1994)
- Meine Lieder streicheln Dich (1995)
- Weihnachtszeit – Stille Zeit (1995)
- Herzlich willkommen in meinem Leben (1996)
- Das Beste aus der Patrick Lindner Show (1997)
- Himmelweit (1998)
- Stark genug (1999)
- Wenn es noch Wunder gibt (2000)
- Mammamia (2001)
- Nur das Beste (2002)
- Halleluja – auf das Leben (2003)
- Ganz privat – meine schönsten Liebeslieder (2004)
- Gigolo (2005)
- Die Sonne ist für alle da (2006)
- Heute, hier und jetzt (2007)
- Jedes Herz braucht eine Heimat (2008)
- Fang dir die Sonne (2009)
- Schenk dir den Tag (2010)
- Böhmisch klingt's am Besten (2012)
- Nur mit deiner Liebe (2014)
- Mittenrein ins Glück (2016)

## Filmografia parziale
- La nave dei sogni - serie TV, episodio 01x30 (1996)
- In aller Freundschaft - serie TV, episodio 04x25 (2002)
- Die Anrheiner - serie TV, 1 episodio (2002)
- SOKO 5113 - serie TV, episodio 23x01 (2002)
- Tempesta d'amore - soap opera, episodi 117-118 (2006)
- Das Musikhotel am Wolfgangsee, regia di Stephan Pichl (2008)

## Principali programmi televisivi

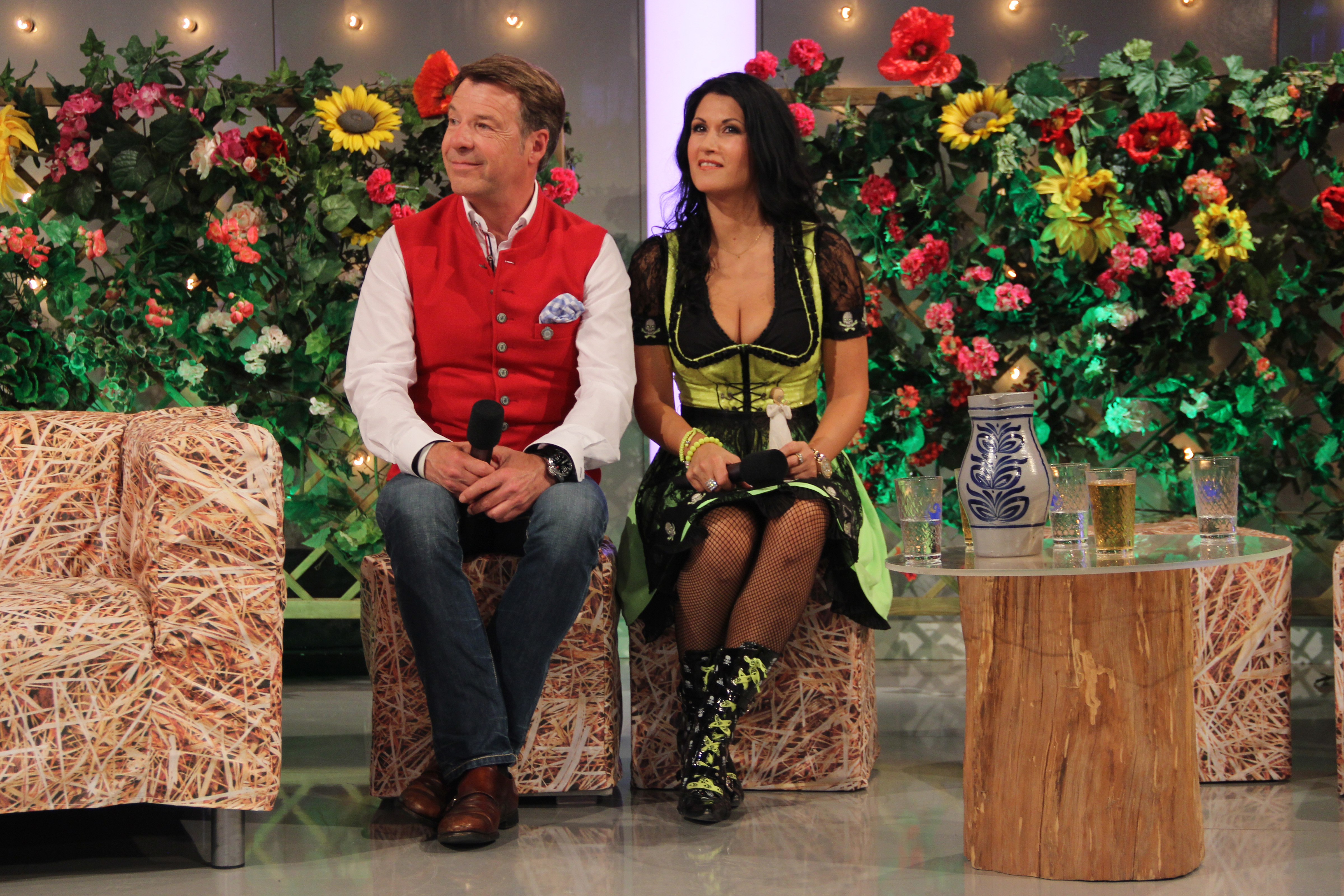
Patrick Lindner in uno show televisivo del 2015

- Patrick Lindner Show - conduttore (1998)
- Grand Prix des Deutschen Schlagers - conduttore (1998)
- Gute Laune TV - conduttore (2005)

## Premi e riconoscimenti
- 1991: Premio Bambi[5]
- 1991: Goldene Stimmgabel[5]
- 1992: Goldene Stimmgabel[5]
- 1993: Goldene Stimmgabel[5]
- 1997: Goldene Stimmgabel[5]
- 1999: Goldene Stimmgabel[5]